# 송마로
송마로(Songma-ro) 전라남도 무안군 현경면 목동교차로에서 현경면 홀통교차로를 잇는 도로이다.

## 주요 경유지
전라남도
- 무안군 (현경면)

## 노선
| 이름          | 접속 노선              | 소재지 | 소재지 | 비고 |
| ------------- | ---------------------- | ------ | ------ | ---- |
| 목동 교차로   | 국도 제24호선 (공항로) | 무안군 | 현경면 |      |
| 송정 교차로   | 상수장길               | 무안군 | 현경면 |      |
| 용정 교차로   | 봉월로                 | 무안군 | 현경면 |      |
| 마산 교차로   |                        | 무안군 | 현경면 |      |
| 홀통 교차로   | 현해로                 | 무안군 | 현경면 |      |
| 현해로와 직결 |                        |        |        |      |

## 주요 건물 및 시설
- S-OIL 삼삼주유소 (전라남도 무안군 현경면 송마로 473)